# كريستيان هينريتش فريدريك هيس
كريستيان هينريتش فريدريك هيس (بالإنجليزية: Christian Heinrich Friedrich Hesse)‏ هو عالم نبات جنوب أفريقي، ولد في 16 مارس 1772، وتوفي في 5 يناير 1832.